# Sebastían Silva Gomez
Sebastían Silva Gomez (* 22. Mai 1993 in Cali, Kolumbien) ist ein deutscher American-Football-Spieler auf der Position des Linebackers für die Frankfurt Galaxy in der European League of Football (ELF). Seine größten Erfolge waren der Gewinn des EFL-Bowls 2016 sowie die Teilnahme am German Bowl XL mit den Frankfurt Universe. Gomez ist deutscher Nationalspieler.

## Werdegang

### Jugend
Gomez wuchs gemeinsam mit seinem älteren Bruder Jhonattan und seinen Eltern in einem kleinen Dorf in der Nähe von Jamundí in Kolumbien auf. Im Jahr 2000 wanderte seine Mutter nach Deutschland aus. Um ihren Söhnen eine bessere Schulbildung zu ermöglichen, holte sie Sebastian und Jhonattan zwei Jahre später nach. Gomez spielte in der Jugend zunächst Fußball, ehe er durch Jhonattan zum American Football kam. So begann Gomez im Jahr 2008 bei den Darmstadt Diamonds Juniors als Runningback mit dem Football und wurde zudem früh in die Hessenauswahl berufen.

### Herren
GFL2 und Regionalliga
Zur Saison 2012 wurde er in das Herrenteam der Darmstadt Diamonds in der German Football League 2 aufgenommen. Wie in der Jugend spielte er vorrangig in der Offensive als Runningback. Gomez kam in acht Spielen zum Einsatz und erzielte insgesamt sechs Touchdowns. Zum Saisonende stieg er mit den Diamonds in die Regionalliga ab. Nach einem Jahr in der Drittklassigkeit gelang Gomez mit den Diamonds der Wiederaufstieg. Zwar wurde er auch in der GFL2-Saison 2014 noch als Runningback eingesetzt, doch spielte er inzwischen immer mehr Snaps als Linebacker in der Defensive. Nach der Saison wechselte Gomez zu den Frankfurt Universe, wo er den Wandel zum Defensivspieler endgültig abschloss. Für die Universe fing er in der GFL2-Saison 2015 seine erste Interception, forcierte fünf Fumbles und sackte den gegnerischen Quarterback sechsmal. Als Stammspieler trug er erheblich zum Aufstieg in die höchste deutsche Spielklasse bei und wurde zum Team MVP ernannt.
GFL und World Games
Im Jahr 2016 spielte Gomez erstmals in der German Football League. Mit zwölf Siegen in vierzehn Spielen erreichten die Universe auf Anhieb die Play-offs, doch schieden sie bereits im Viertelfinale gegen die Kiel Baltic Hurricanes aus. Darüber hinaus starteten die Universe in der European Football League 2016, die sie vor heimischen Fans im Finale gegen die Amsterdam Crusaders gewinnen konnten. In der Saison 2017, in der er wieder zusammen mit seinem Bruder Jhonattan in einem Team spielte, erzielte Gomez seinen ersten Defensiv-Touchdown. Mit den Universe stand Gomez erneut in den Playoffs. Nach einem Viertelfinalsieg gegen die Dresden Monarchs verloren die Universe das Halbfinale gegen die New Yorker Lions aus Braunschweig. Darüber hinaus war Gomez 2017 Teil der deutschen Nationalmannschaft bei den World Games in Breslau. Dort schlug er mit Deutschland als erstes europäisches Team die Delegation der USA und gewann schließlich die Silbermedaille. In der GFL-Saison 2018 gelangen Gomez 26 Tackles for Loss, womit er zu den statistisch besten Linebackern des Jahres gehörte. Darüber hinaus verwandelte er aus 26 Yards seinen ersten und einzigen Field-Goal-Versuch als Kicker. Mit den Universe stand Gomez im German Bowl XL, den er mit 19:21 gegen die Schwäbisch Hall Unicorns verlor. 2019 kam Gomez in zwölf Spielen zum Einsatz. Dabei hatte er neun Sacks sowie 59 Tackles und wurde nach dem Saisonende in das GFL All Star Team berufen. Gomez, der sich nach eigenen Aussagen durch seine Athletik, Aggressivität und sein Spielverständnis auszeichnet, stand auch im Jahr 2020 bei der Universe unter Vertrag. Aufgrund der COVID-19-Pandemie konnte im Jahr 2020 allerdings kein Football gespielt werden.
European League of Football
Zur historisch ersten Saison der European League of Football 2021 wurde Gomez von der Frankfurt Galaxy verpflichtet. Bereits am ersten Spieltag gegen die Hamburg Sea Devils führte er sein Team mit sechs Tackles an. Silva Gomez erreichte mit der Galaxy das erste ELF Championship Game in Düsseldorf, das die Frankfurter mit 32:30 gegen die Hamburg Sea Devils gewannen. Bereits nach Abschluss der regulären Saison wurde er in das All-Star-Team der ELF berufen. Gomez stand auch in der Saison 2022 im Kader der Galaxy.

## Statistiken
| Jahr                                             | Team               | Spiele 1 | Tackles | Tackles | Tackles | Tackles | Tackles | Interceptions | Interceptions | Interceptions | Interceptions | Interceptions | Fumbles | Fumbles | Fumbles |
| Jahr                                             | Team               | Spiele 1 | Total   | Solo    | Ast     | Sack    | TFL     | PD            | INT           | YDS           | Avg           | TD            | FF      | FR      | TD      |
| ------------------------------------------------ | ------------------ | -------- | ------- | ------- | ------- | ------- | ------- | ------------- | ------------- | ------------- | ------------- | ------------- | ------- | ------- | ------- |
| German Football League 2                         |                    |          |         |         |         |         |         |               |               |               |               |               |         |         |         |
| 2012 2                                           | Darmstadt Diamonds | 08       | 003     | 03      | —       | —       | —       | —             | —             | —             | —             | —             | —       | —       | —       |
| 2014 3                                           | Darmstadt Diamonds | 11       | 031     | 17      | 014     | 01      | 09      | 02            | —             | —             | —             | —             | —       | 2       | —       |
| 2015                                             | Frankfurt Universe | 14       | 087     | 43      | 044     | 06      | 16      | 01            | 1             | 20            | 20,0          | —             | 5       | —       | —       |
| GFL2 Gesamt                                      | GFL2 Gesamt        | 33       | 121     | 63      | 058     | 07      | 25      | 03            | 1             | 20            | 20,0          | —             | 5       | 2       | —       |
| German Football League                           |                    |          |         |         |         |         |         |               |               |               |               |               |         |         |         |
| 2016                                             | Frankfurt Universe | 10       | 045     | 20      | 025     | 03      | 09      | 03            | 2             | 17            | 08,5          | —             | 1       | —       | —       |
| 2017                                             | Frankfurt Universe | 11       | 048     | 19      | 029     | 03      | 10      | 04            | 2             | 41            | 20,5          | 1             | 1       | —       | —       |
| 2018                                             | Frankfurt Universe | 16       | 070     | 28      | 042     | 05      | 26      | 04            | —             | —             | —             | —             | —       | —       | —       |
| 2019                                             | Frankfurt Universe | 12       | 059     | 27      | 032     | 09      | 16      | 01            | —             | —             | —             | —             | 2       | —       | —       |
| GFL Gesamt                                       | GFL Gesamt         | 49       | 222     | 94      | 128     | 20      | 61      | 12            | 4             | 58            | 14,5          | 1             | 4       | —       | —       |
| European League of Football                      |                    |          |         |         |         |         |         |               |               |               |               |               |         |         |         |
| 2021                                             | Frankfurt Galaxy   | 11       | 050     | 25      | 025     | 3,5     | 08,5    | 01            | 0             | 0             | 0             | 0             | 2       | 2       | 1       |
| 2022                                             | Frankfurt Galaxy   | 10       | 048     | 27      | 021     | 1,0     | 06,0    | 03            | 0             | 0             | 0             | 0             | 0       | 1       | 0       |
| 2023                                             | Frankfurt Galaxy   | 11       | 068     | 32      | 036     | 3,5     | 09,5    |               | 0             | 0             | 0             | 0             | 0       | 0       | 0       |
| ELF Gesamt                                       | ELF Gesamt         | 32       | 166     | 84      | 082     | 8,0     | 24,0    | 04            | —             | —             | —             | —             | 2       | 3       | 1       |
| Quellen: stats.gfl.info, europeanleague.football |                    |          |         |         |         |         |         |               |               |               |               |               |         |         |         |

## Sonstiges
Während der ELF-Saison 2021 betrieb Gomez gemeinsam mit Kasim Edebali unter dem Dach von Football Bromance den Podcast „Euro Ballers“, der sich vorrangig mit der European League of Football beschäftigte. Zur ELF-Saison 2022 wurde er gemeinsam mit Quarterback Jan Weinreich Co-Host des Podcasts ELF Gametime, der von der Footballerei betrieben wird. Gomez ist Halbprofi, sodass er neben seiner sportlichen Karriere einem Beruf nachgeht. Lediglich 2015 und 2016 lebte er ausschließlich vom Football. Sein Bruder Jhonattan, seine Cousine und sein Cousin waren ebenfalls im Football aktiv. Er ist Vater einer Tochter.